# Laomedia paucispinosa
Laomedia paucispinosa is een tienpotigensoort uit de familie van de Laomediidae. De wetenschappelijke naam van de soort is voor het eerst geldig gepubliceerd in 1997 door Ngoc-Ho.